# 文徵明
（1470年11月28日—1559年3月28日），字徵明，中年後以字行，更字徵仲，号衡山居士、停云生，南直隸蘇州府長洲縣（今江苏苏州）人，祖籍湖廣衡州府衡山縣（今湖南衡東），明代画家，与唐寅、沈周、仇英合称为“明四家”（亦称“吴门四家”或“吴门四杰”）；并与唐寅、祝允明、徐祯卿并称“吴中四才子”。一生歷經成化、弘治、正德、嘉靖四朝，晚年与老师沈周并驾齐驱，继沈周之后成为吳派领袖。

## 家世
先世衡山人，故一號文衡山。先祖与文天祥同族，以军功出世，明初文定开随朱元璋征讨張士誠有功。祖父文惠入赘苏州人张声远家，遂迁居长洲。父文林，成化間進士，官至浙江溫州府知府。兄文徵靜，弟文室。

## 生平
成化六年十一月初六日（1470年11月28日），文征明出生于苏州德庆桥西北曹家巷。他早年曾向王韦之父王徽問學。十三岁至十五岁时随父在博平县。十六岁返回苏州，与唐寅、都穆订下交谊，并跟随都穆学诗。十七、八岁间，文征明因父在滁州南京太仆寺为官，跟随前往。期间于太仆寺少卿吕㦂左右服侍。十九岁為諸生時，寫字不佳，被列三等，不得參與鄉試，始努力學習書法。奈仕途不順，九試皆墨，一直未能考取功名。
弘治二年（1489），文征明二十岁，因不喜欢科举严格的章法，乃与祝允明、唐寅、都穆、杨循吉倡导写作古文辞。这年他在承天寺双娥精舍参观沈周作《长江万里图》，颇有感悟，遂拜沈周为师。师徒二人关系甚洽，文征明说：“吾先生非人间人也，神仙中人也！”云云，而沈周也夸赞征明说：“征明庚甲（指年龄）何异，乃聪慧若此？”按钱谦益所辑《石田先生事略》，沈周一开始担心教授文征明作画会影响他的学业，不过最终还是将自己的本事倾囊相授。文征明一生都非常尊敬这位师友，即使日后成名，也一直认为自己无法在作画上超越沈周。弘治五年（1492），文征明师事吴江人西村先生史鉴、赵宽，两人皆擅诗文。当年，于自宅营造了停云馆。娶昆山人吴愈第三女为妻。吴氏之母夏氏，为太常卿夏㫤之女。时文征明交游范围进一步扩大，与吴爟、吴奕、蔡羽、钱同爱、陈淳、汤珍、王守、王宠、张灵为处士邢参“东庄十友”。明年，因父亲的关系结识庄㫤，为忘年交。这期间，文征明逐渐笃定了不仕之志。
弘治八年（1495），师从吏部右侍郎吴宽。宽与文征明父文林为同年进士，当时正在家居丧，文林便将儿子送去学习。吴宽非常高兴，将自己的古文法悉数教给文征明，并在朝廷公卿间称赞这位学生。到了秋天，文征明前往应天府参加乡试，没能中举。同年画《金蕉落照图》吴瑞（字德征）为之作诗，又与唐寅商讨作画之法。弘治九年（1496），学习荆浩、关仝的技法。弘治十年，文征明因博古善议论，熟知元、明间故事，与唐寅、祝允明、徐祯卿一同被人称为“吴中四才子”，时年二十八岁。文征明性格木讷，不近女色，唐寅、钱同爱、祝允明等往往以女子诱惑、调戏征明，终不为所动。
弘治十一年（1498），与唐寅、顾兰上南京应试，三人中只有文征明一人不售。翌年，徐经、唐寅卷入考题泄露案，唐寅被黜为吏，不久出走，将家事托付给文征明。六月七日，父丧。至弘治十四年除丧，继续发奋读书。明年，唐寅归家，文征明在之后的一段时间内屡次规劝他不可颓丧，几乎导致两人失和。后来文征明有诗描绘这一时期的唐寅：“若非纵酒应成病，除却梳头即是僧。”寅最后写了一封《答文征明书》向他道歉。往后，文征明多与友朋游于虎丘、太湖间。弘治十八年，文征明在苏州已经出名，吴爟、许国用雨中来访求画。
正德元年（1506）四月，文征明参与修撰的《姑苏志》告成。同年秋，沈周将自己临摹的《富春山居图》送给文征明。正德二年，其兄文征静遇事，征明千方百计为兄解难。两个月间，废寝忘食，终得保全。至秋季，征明在应天府应试，再度落榜。此后，文征明的书法逐渐为人所道，当时士大夫多求征明书写墓志铭。正德六年，文征明正式以字行世，字则改为征仲。正德七年（1512），宁王朱宸濠遣人来招文征明，征明硬是称病不见，也不接受任何馈赠，连报书都没有写。当时唐寅、谢时臣、章文都应了宁王的招聘，有人劝文征明也看在王的地位上答应，但他只是笑而不语，作诗云：“千金逸骥空求骨，万里冥鸿肯受罗！”将自己比喻为翱翔万里苍冥的飞鸿，不可能被宁王所网罗。其后宁王事败，大家都以为文征明有先见之明。八年，应试又不售。十年，代表苏州府县学生尚书吏部尚书陆完，对当时学校生员没有出世之途的问题作了反映。十一年，文征明第七次应试，不售。加之十四年秋、嘉靖元年秋两次应试，共计九次，皆不中。
嘉靖二年（1523年），由刑部尚书林俊、工部尚書李充嗣推荐於朝，經過吏部考核，被授職低俸微的翰林院待詔的職位。此時書畫已負盛名，求其字畫者眾多，由此受到翰林院同僚的嫉妒和排擠，心中悒悒不樂。其中尤其以杨维聪等人最嫉妒文征明，据说有人尝说：“我衙门中不是画院，乃容画匠处此耶？” 文征明自到京第二年起上書請求辭職回家，三年內三次提出辭呈才獲批准。五十七歲辭歸出京，放舟南下，回蘇州定居。自此致力於詩文書畫，不復求仕進，以戲墨弄翰自遣。
早登吳門四家（沈周、文徵明、唐寅、仇英）之列，晚歲声誉卓著，號稱“文筆遍天下”，四方求購書畫者踏破門檻，據傳“海宇欽慕，縑素山積”。風儀整肅，日本使者登門求畫，再拜而辭，答：“事關國體。”
年近九十時，還孜孜不倦，為人書墓誌。嘉靖三十八年二月二十日（1559年3月28日），未待寫完，文徵明“便置筆端坐而逝”。享壽九十歲，是“吳中四才子”（唐伯虎、文徵明、祝枝山、徐禎卿）中最長壽的一位。门人私谥“贞献”。朝廷勅赠修职郎、南京国子监博士。其墓葬位于苏州相城区孙武纪念园内。

## 畫作
文徵明的书画造诣极为全面，其诗、文、画无一不精。人称是“四绝”的全才。他虽学继沈周，但仍具有自己的风格。远学郭熙，近则取法于赵孟頫等人。他一专多能，能青绿，亦能水墨，能工笔，亦能写意。山水、人物、花卉、兰竹等无一不工。
文徵明学字是从苏轼字入手的。后来文徵明从李应祯学书，李应祯书宗欧阳询，平正婉和，清润端方，虽非书法大师，却是一位书法教育家。他是祝枝山的岳父，又是文徵明的启蒙老师。他除了把学书心得悉数传授给文徵明外，还鼓励他突破传统，自创新格。在文徵明二十二岁时，李应祯看了他的苏体字，对文徵明说：“破却工夫何至随人脚？就令学成王羲之，只是他人书耳！”这些话影响了文徵明一生。
文徵明在书法史上以兼善诸体闻名，尤擅长行书和小楷，王世贞在《艺苑言》上评论说：“待诏（文徵明）以小楷名海内，其所沾沾者隶耳，独篆不轻为人下，然亦自入 能品。所书《千文》四体，楷法绝精工，有《黄庭》、《遗教》笔意，行体苍润，可称玉版《圣教》，隶亦妙得《受禅》三昧，篆书斤斤阳冰门风，而楷有小法，可宝也。”
文徵明书法温润秀劲，稳重老成，法度谨严而意态生动。虽无雄浑的气势，却具晉唐书法的风致。他的书风较少具有火气，在尽兴的书写中，往往流露出温文的儒雅之气。也许仕途坎坷的遭际消磨了他的英年锐气，而大器晚成却使他的风格日趋稳健。他的传世书法有《醉翁亭记》、《滕王阁序》、《赤壁赋》、《渔父辞》、《离骚》、《北山移文》、《四體千文》、《草書千字文》、《題宋高宗賜岳飛手敕》、《仇英畫趙孟頫寫經換茶圖文徵明書心經合璧》等；画作有《雨餘春树图》、《影翠轩图》、《洞庭西山图》、《绿荫清话图》、《绿荫草堂图》、《松壑飞泉图》、《石湖诗图》、《失竹》、《江南春图》、《古木寒泉图》、《塞村钟馗图》、《松声一榻图》、《好雨听泉图》、《兰竹》、《梨花白燕图》、《水亭诗思图》、《仿王蒙山水》、《东园图》、《關山積雪圖》、《仿趙伯驌後赤壁圖》等；著有《莆田集》。

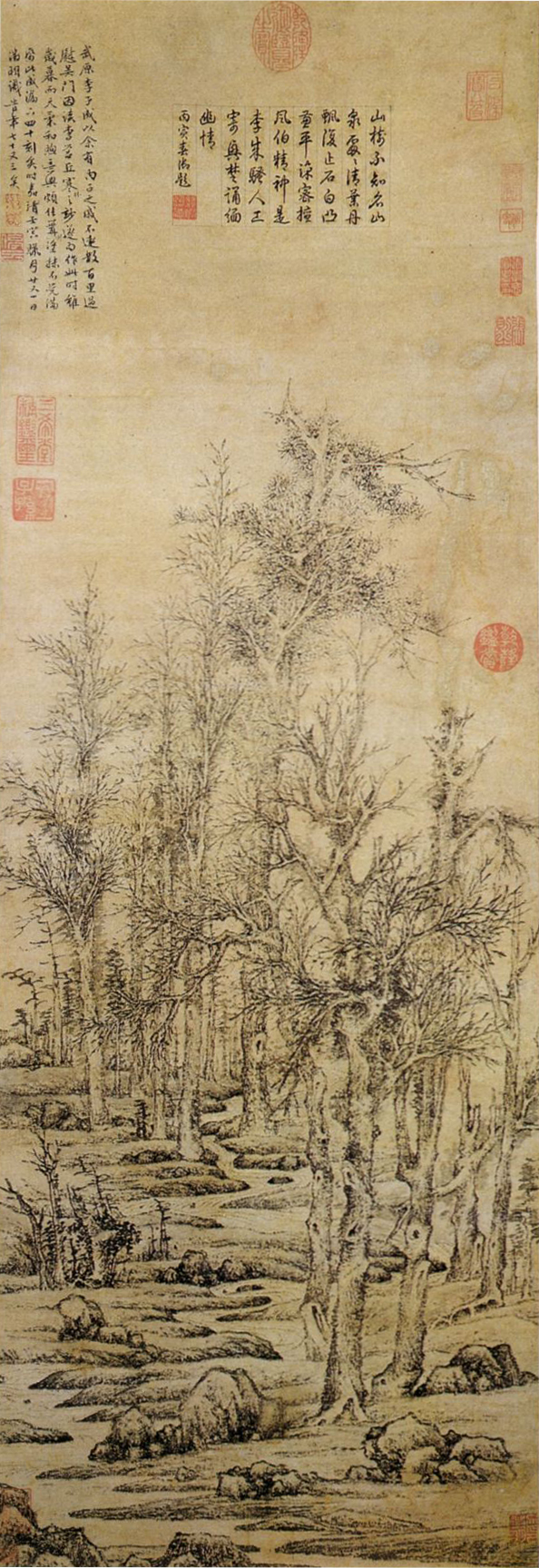
文徴明 1542年 倣李成寒林圖 紙本墨画 大英博物館
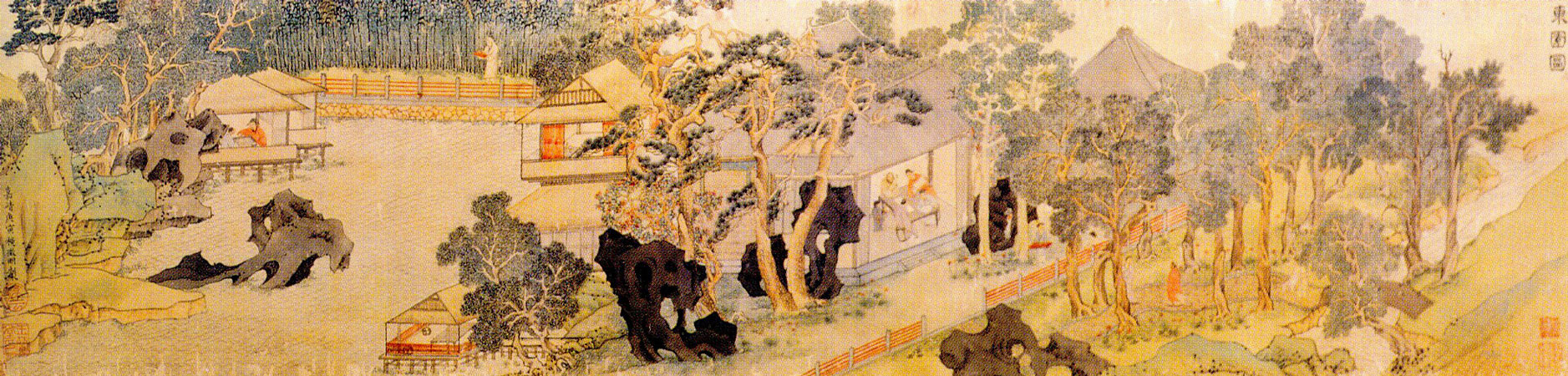
文徵明 东园图 横卷绢本设色 纵30.2厘米 横126.4厘米 现藏于北京故宫博物院
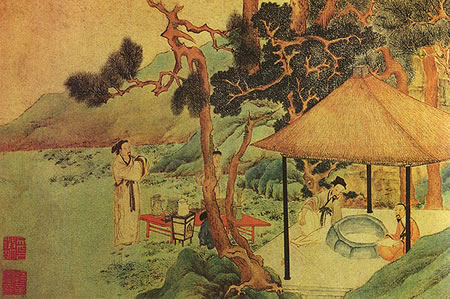
惠山茶会圖，1518年
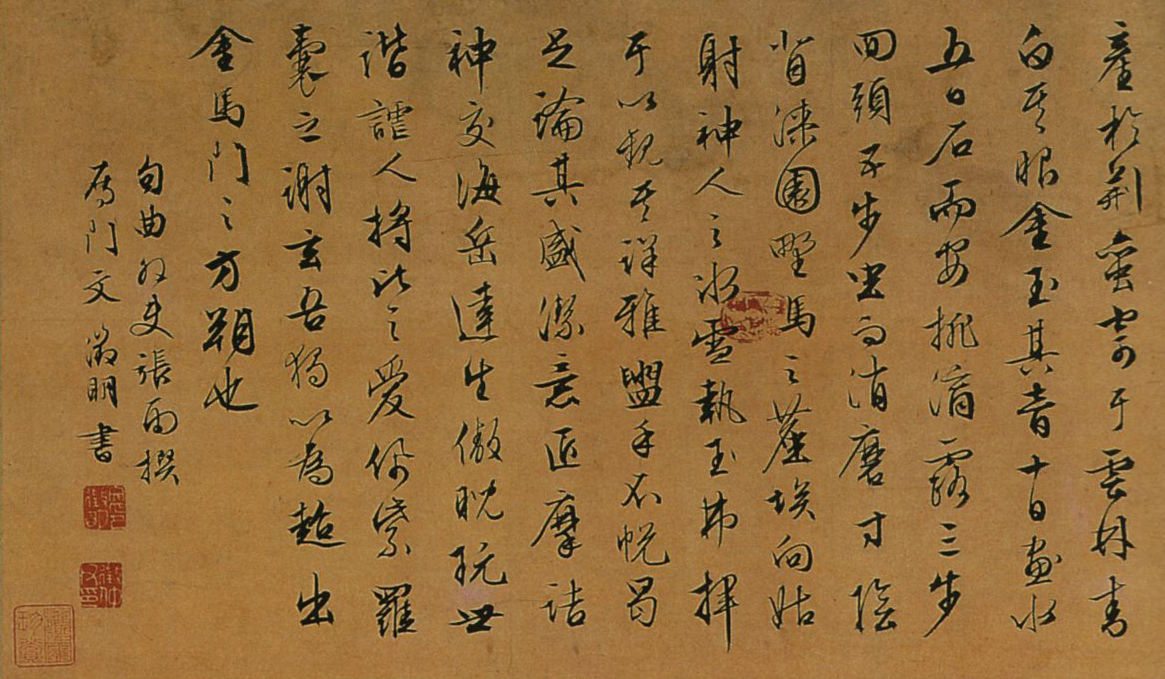
文徴明 1542年 倪賛像題跋　上海博物館

## 詩作
《暮春齋居即事》  
|  | 經旬寡人事，蹤迹小窗前。 暝色連殘雨，春寒宿野煙。 茗杯眠起味，書卷靜中緣。 零落梅枝瘦，風吹更可憐。 |

《石湖》  
|  | 石湖煙水望中迷，湖上花深鳥亂啼。 芳草自生茶磨嶺，畫橋東注越來溪。 涼風枭枭青蘋末，往事悠悠白日西。 依舊江波秋月墜，傷心莫唱夜烏棲。 |

《感懷》  
|  | 五十年來麋鹿蹤，苦爲老去入樊籠。 五湖春夢扁舟雨，萬裏秋風兩鬓蓬。 遠志出山成小草，神魚失水困沙蟲。 白頭漫赴公車召，不滿東方一笑中。 |

《月夜登閶門西虹橋》  
|  | 白霧浮空去渺然，西虹橋上月初圓。 帶城燈火千家市，極目帆樯萬裏船。 人語不分塵似海，夜寒初重水生煙。 平生無限登臨興，都落風欄露楯前。 |

《夏日睡起》  
|  | 綠陰如水夏堂涼，翠簟含風午夢長。 老去自於閒有得，困來每與客相忘。 松窗試筆端溪滑，石鼎烹雲顧渚香。 一鳥不鳴心境寂，此身真不愧羲皇。 |

## 代表作

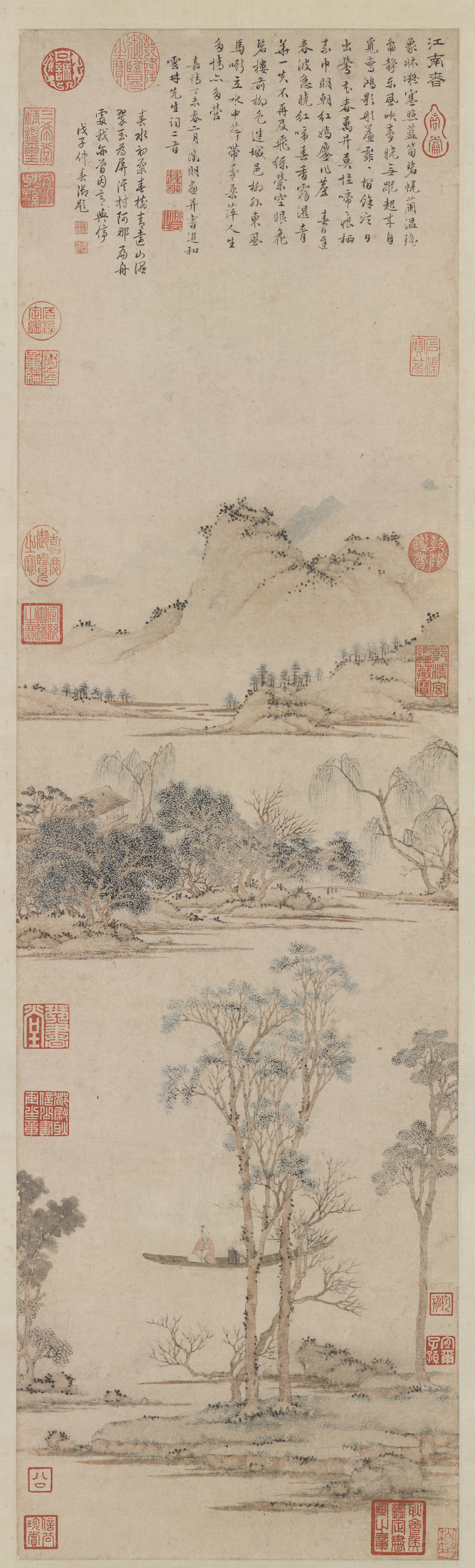
文徵明《江南春圖》局部

- 《雨餘春樹圖》1507年（正德二年）國立故宮博物院
- 《關山積雪圖》1532年（嘉靖十一年）國立故宮博物院
- 《江南春圖》1547年（嘉靖二十六年）國立故宮博物院
- 《枯木寒泉圖》1549年，國立故宮博物院
- 《真賞齋圖》1549年，上海博物館
- 《千巖競秀圖》1550年，國立故宮博物院
- 《虞山七星檜圖》----年，檀香山藝術博物館
- 《溪橋策杖圖》國立故宮博物院
- 《春深高樹圖》
- 《山雨圖》
- 《臨溪幽賞圖》
- 《綠陰長夏圖》
- 《松壑飛泉圖》
- 《石湖圖》
- 《洞庭西山圖》
- 《金焦落照圖》
- 《金陵十景圖》
- 《拙政園圖》
- 《東園圖》卷  故宮博物院
- 《惠山茶會圖》卷 故宮博物院
- 《蘭竹圖》卷 故宮博物院
- 《臨溪幽賞》軸 故宮博物院

## 後代
长子文彭，字寿承，号三桥，著名书法篆刻家，明清流派篆刻开山祖师。
次子文嘉，字休承，号文水，工石刻，擅画山水，著有《和州诗》、《钤山堂书画记》等。
孫文肇祉
曾孫文震孟，禮部左侍郎兼東閣大學士
曾孫文震亨，著有《長物志》
玄孫女文俶，明代畫家
玄孫文秉
來孫文點，清代畫家

## 延伸阅读
[在维基数据编辑]
 《國朝獻徵錄·卷之二十二》，出自焦竑《國朝獻徵錄》
 《明史卷二百八十七》，出自《明史》
 在维基共享资源阅览影像
|                                | 明四家 又称：吴门四家、吴门 四杰、天门四杰 |
| 沈周 \| 文征明 \| 唐寅 \| 仇英 |                                            |